# Zelenski
|  | Per a altres significats, vegeu «Volodímir Zelenski». |

Zelenski - Зеленский (rus) - és un khútor del krai de Krasnodar, a Rússia. Es troba al delta del riu Kuban, a 12 km al sud de Poltàvskaia i a 66 km al nord-oest de Krasnodar. Pertany al khútor de Trudobelikovski.